# Mendi
Mendi – miasto w Papui-Nowej Gwinei; 20 tys. mieszkańców (2006). Ośrodek administracyjny prowincji Southern Highlands. W mieście znajduje się port lotniczy Mendi.